# Havendorf
Havendorf ist als Bauerschaft ein Ortsteil von Esenshamm in der Gemeinde Nordenham im Landkreis Wesermarsch.

## Geschichte
Zu Havendorf gehören Havendorfer Berg, Hohnsburg, Twistern, Grünhof und Oberdeich. Die erste urkundliche Erwähnung von Havendorf war 1220, als ein ehrenwerter Mann Rüstringens namens „Boyco de Hoventhorpe“ als Zeuge bei Verhandlungen mit der Stadt Bremen über die Sicherung bremischer Handelsbeziehungen erscheint. Nach einer Urkunde von 1245 fiel der Zehnte von Havendorf an Rodenkirchen. Der sogenannte Grünhof wurde 1689 von König Christian V. von Dänemark seinem Kanzler in Oldenburg, Christoph Gensch von Breitenau, geschenkt.

## Demographie
| Jahr | Einwohner |
| ---- | --------- |
| 1675 | 115       |
| 1815 | 295       |
| 1855 | 119       |
| 1895 | 302       |
| 1925 | 391       |
| 1950 | 271       |
| 1961 | 97        |
| 1970 | 178       |